# Argyrotome metallicata
Argyrotome metallicata là một loài bướm đêm trong họ Geometridae.